# Cuarenta y ocho
El cuarenta y ocho o cuarentaiocho (48) es el número natural que sigue al cuarenta y siete y precede al cuarenta y nueve.

## Matemáticas
- Es un número compuesto, que tiene los siguientes factores propios: 1, 2, 3, 4, 6, 8, 12, 16 y 24.
- Es un número abundante.
- Doble factorial de 6.
- Número altamente compuesto.
- Número semiperfecto.
- Número de Stormer.
- Un número de Harshad en base 10.
- 48 es el número de simetrías de un cubo.
- Un número práctico.

## Ciencia
- 48 es el número atómico del cadmio.
- Objeto de Messier M48  es un cúmulo abierto en la constelación Hydra.
- (48) Doris es un asteroide perteneciente al cinturón de asteroides.

- Datos: Q712764
- Multimedia: 48 (number) / Q712764